# Unterrichtsform
In den Unterrichtsformen werden bestimmte Unterrichtsverfahren, bestimmte Lehrmethoden und bestimmte Lernformen für ein Zusammenwirken zusammengeführt. Dies soll bei den Lernenden in deren Lernprozessen intendiert wirken. In dieser Funktion ist eine Unterrichtsform nicht ohne Weiteres durch eine andere ersetzbar. Ist eine Kombination aus Unterrichtsverfahren, Lehrmethoden und Lernformen in einer Unterrichtsform konkretisiert, so unterscheidet sich nicht selten die eine Unterrichtsform zu ihrer nächsten deutlich in ihren Verläufen. Die Konkretion bringt in der Regel einen zu gestaltenden Ablauf mit verschiedenen Unterrichtsphasen mit sich, die gegebenenfalls mit unterschiedlichen Arbeits- und Sozialformen einhergehen können. Unterrichtsformen sind Gegenstand der Allgemeinen Didaktik.

## Nähere begriffliche Eingrenzungen
Unterrichtsformen werden zuweilen als besonderes Kapitel der „Theorie des Unterrichts“ aufgefasst, wobei letztere als ein Hauptthema der Didaktik angesehen wird. Durch die Zusammenführung von Unterrichtsverfahren, Lehrmethoden und Lernformen erfährt die Unterrichtsform eine Konkretisierung, wird ihre Spezifik für Lernende erfahrbar – dann, wenn sie eingesetzt wird. Die einzelne Kombination aus Unterrichtsverfahren, Lehrmethoden und Lernformen konstituiert jeweils einen „Einfassungsrahmen“ oder eine „Form“ des Unterrichtens, durch welchen beziehungsweise durch welche das Setting festgelegt wird, das rahmengebend wirkt dafür, auf welche Art ein bestimmter Themenstoff durch Lernende gelernt werden kann. Dabei kann das Setting entlang der Zeitachse variieren. Systematisierungen der Unterrichtsformen sind in der Fachliteratur nur in Ansätzen vorzufinden; und wenn sie vorkommen, decken sie meist nur einen gewissen Teil der existierenden Unterrichtsformen ab, und dies, obwohl der Begriff unter Erziehungswissenschaftlern und Pädagogen reichhaltigen Gebrauch erfährt. Von Zeit zu Zeit entstehen neue Unterrichtsformen – etwa dadurch, dass neue Unterrichtsverfahren, Lehrmethoden oder Lernformen entwickelt und angesichts solcher Entwicklung dann neue Unterrichtsformen möglich werden.

## Der Unterrichtsformbegriff nach Dubs
Folgt man den Ausführungen von Rolf Dubs, so werden für den Unterricht – mit den Auswahlentscheidungen zugunsten bestimmter Unterrichtsformen einhergehend –
(a) bestimmte Unterrichtsverfahren,

(b) bestimmte Lehrmethoden sowie,

(c) bestimmte Lernformen

für ein Zusammenwirken zusammengeführt.
 Zur Charakterisierung der Unterrichtsformen wählt Dubs eine einfache abstrakte Strukturbeschreibung, die eine praktische Nachvollziehbarkeit besitzt. Zu ergänzen ist das Konzept der Unterrichtsformen für Dubs durch das zum Lernen der Schüler begleitende Lehrerverhalten inklusive Scaffolding, denn das Lehrerverhalten ist für Dubs eine signifikante Komponente des Unterrichts, die dessen Qualität maßgebend mitbestimmt.
Um ein klareres Bild davon zu geben, woraufhin Dubs abzielt, werden Unterrichtsverfahren, Lehrmethoden und Lernformen detaillierter aufgelistet:
(a) Unterrichtsverfahren:
- Frontalunterricht:

Die Lehrkraft unterrichtet oder leitet die ganze Klasse oder eine Gruppe und steuert sie zielgerichtet.,
- Blended Learning:

Verschiedene Unterrichtsverfahren werden mit computerunterstütztem Unterricht kombiniert.,
- Simulationen:

Komplexe Problemkreise werden in unterrichtlichen Simulationen möglichst realitätsgerecht durchgearbeitet, um Zusammenhänge zu verstehen und um zu neuen Einsichten zu gelangen.,
- Projektunterricht:

Konkrete Fragestellungen werden als Projekt bearbeitet, um durch gezielte Anwendung zu konkreten Ergebnissen zu kommen.,
- Werkstattunterricht:

Eine neue Thematik wird im Wechsel zwischen Gruppen und Plenum so bearbeitet, dass neue Erkenntnisse entstehen.

(b) Lehrmethoden (insbes. Formen des Frontalunterrichts):
- Lehrerdemonstration:

Der Lehrer gibt Fertigkeiten durch Vorführen oder Vormachen weiter (vor allem im psychomotorischen Bereich).,
- Lehrervortrag:

Der Lehrer vermittelt den gesamten Lerninhalt.,
- Modellieren:

Der Lehrer zeigt, wie er einen kognitiven Prozess durcharbeitet, indem er seinen ganzen Denkprozess vorträgt (lautes Denken).,
- Lehrgespräch:

Der Lehrer erarbeitet den Lerninhalt im Gespräch (Dialog, Diskurs) mit den Lernenden.,
- [Keine Lehrmethode, sondern Ergänzung:] Klassendiskussion:[Anm. 3]

Austausch von Erfahrungen und Meinungen im Klassenverband unter der Leitung des Lehrers oder eines Lernenden.

(c) Lernformen (selbständiges beziehungsweise selbstgesteuertes Lernen):
- Einzelarbeit:

Ein Schüler erarbeitet sich Wissen oder eine bestimmte Aufgabenstellung allein.,
- Partnerarbeit:

Zwei Schüler erarbeiten sich Wissen oder eine bestimmte Aufgabenstellung unter sich.,
- Kleingruppenarbeit:

Mehrere Schüler erarbeiten kurzzeitig begrenztes Wissen oder kleinere Aufgabenstellungen.,
- Gruppenarbeit:

Mehrere Schüler erarbeiten umfangreicheres Wissen und umfassendere Aufgabenstellungen.,
- Rollenspiel:

Situationen werden in Dialogen und Diskussionen durchgespielt, indem die Lernenden bestimmte Rollen einüben und vertreten.